# Ягода (ботаника)
Я́года (лат. bácca, úva) — многосемянный (реже дву- или односемянный) плод с тонким кожистым экзокарпием и сочными мезокарпием и эндокарпием. Другими словами, ягодами называют плоды с тонкой оболочкой, сочной серединой, обычно с несколькими плотными семенами внутри.

## Описание
Плод ценокарпный, то есть образуемый из сростнолистного гинецея. Ягода развивается как из верхней завязи, так и из нижней; в последнем случае она несёт на своей верхушке высохший околоцветник, например, у крыжовника, смородины. Если завязь многогнёздная, то и ягода многогнёздная, например, двухгнёздная ягода — у картофеля, трёхгнёздная — у спаржи, четырёхгнездная — у вороньего глаза, пятигнёздная — у брусники или маньчжурской смородины и т. п. Данный тип плода характерен для растений очень многих семейств.
Если в развитии плода, аналогичного ягоде по структуре, принимает участие не только завязь, но и другие части цветка (например, цветоложе, как у клубники, земляники и шиповника), то такое образование называется ложной ягодой. Истинные плоды (орешки) могут находиться как на поверхности ложной ягоды (у земляники и клубники), так и внутри неё (у шиповника); сам же плод этих растений правильнее называть «многоорешек».
Плод арбуза, дыни, огурца, называемый тыквиной, морфологически гомологичен ягоде, но отличается от неё большим количеством семян и структурой околоплодника: тыквина характеризуется обычно сочным внутренним слоем, мясистым средним и твёрдым (иногда деревянистым) наружным.

## В быту
В быту ягодой, как правило, называют любой мелкий мякотный плод (вне зависимости от его ботанической классификации типа плода и истинности), например смородину, крыжовник (ягода), клубнику, землянику, шиповник (ложная ягода), вишню, черешню, малину (костянка). В то же время плоды большого размера в быту, как правило, не ассоциируются с ягодами (даже если с ботанической точки зрения они ими являются), например, помидор, баклажан, банан, киви.